# ヨドバシHD千葉ビル

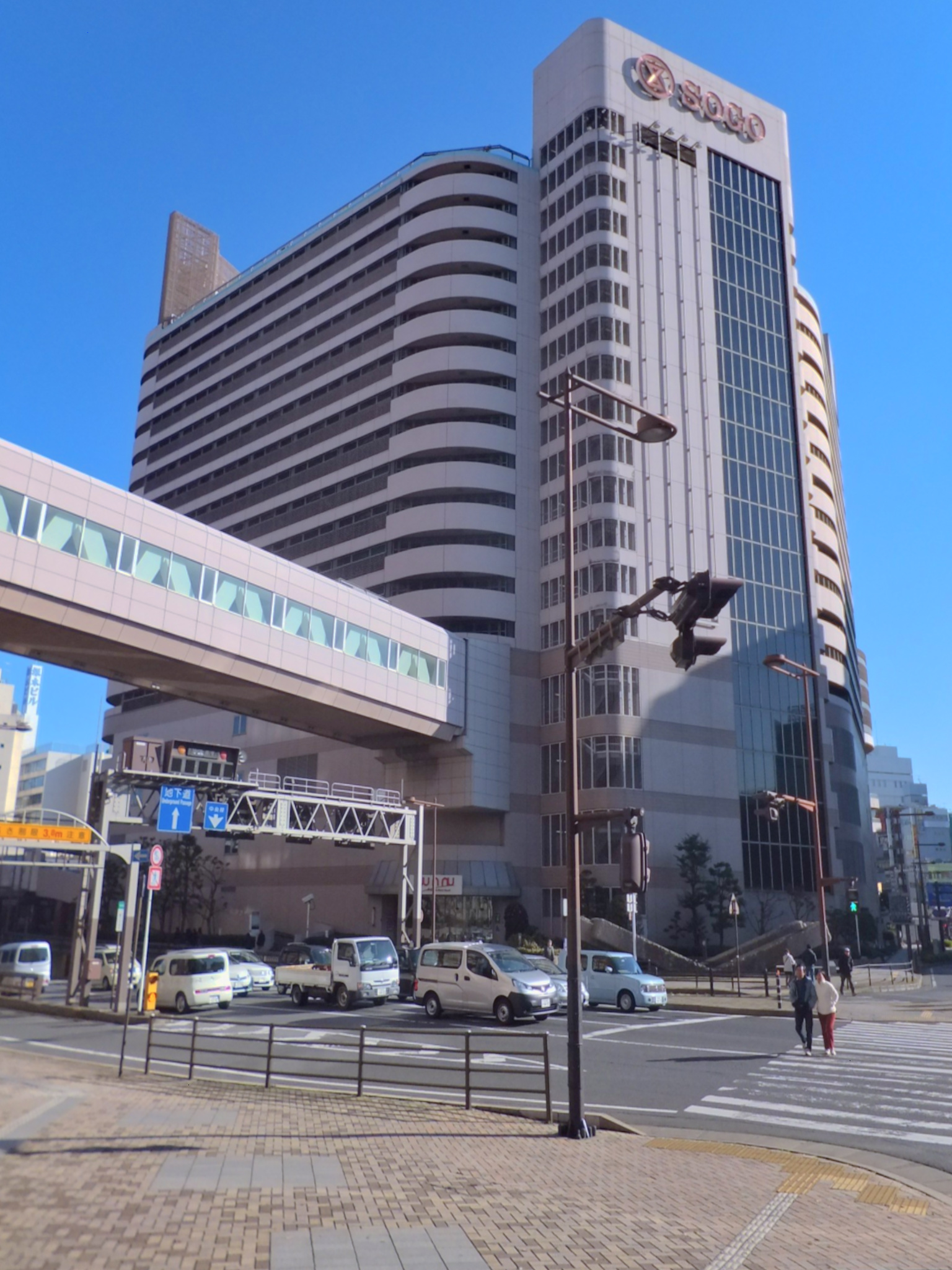
そごう時代の建物外観（2011年12月）

ヨドバシHD千葉ビルは、千葉県千葉市中央区にあるショッピングセンター。ヨドバシHD千葉ビルと隣接するそごう千葉店とは、4階と地下1階で繋がっている。2023年10月に土地や建物をヨドバシホールディングスが取得するまではオーロラモールジュンヌまたはジュンヌ館とも呼ばれていた。本記事ではオーロラモールジュンヌについても併せて説明する。

## 概要
千葉新町地区第二種市街地再開発事業における建物名称は「センシティパークプラザ」であり、そごう千葉店、センシティタワーとあわせてセンシティを構成する。
かつては、そごう千葉店の別館・SOGOコリドー館と称し、地下1階 - 2階は「コリドーモール専門店街」、3階 - 4階はそごう千葉店の子供服・おもちゃ売場（3階）、スポーツ・文具売場（4階）だった。そごうが民事再生法を申請したのち、西武百貨店と経営統合してミレニアムリテイリングの傘下となったことから、全面改装することになる。それまで施設として不明確であった戦略・コンセプトを、若者をターゲットとするライフスタイル専門店と明確化して、西武百貨店が展開していた「オーロラモール」をそごうとして初めて展開することになった。2005年10月23日に「オーロラモールジュンヌ」として新装開店した。当時、隆盛だった109系ブランドを多く集め、若い女性をターゲットに集客する。
2017年9月15日には、営業面積1万6000平方メートルのうち約7割を占めていたファッション領域を約4割に圧縮し、コト・体験などのサービス、ビューティ・食・生活雑貨などの分野を拡充する全面改装を実施した。改装後には1階「旬のファッションと食のマルシェ」、2階「キレイを創るビューティフロア」、3階「コト消費型体験フロア」に生まれ変わり、六角形のフロアの形を生かし、放射状に什器を配置、各フロアを一つのセレクトショップのように買い回れるようにした。コト消費では加圧スタジオ、商業施設初の卓球スペース、コワーキングスペース、クッキングスタジオなどを誘致、サービスでは「ショッピング・ウィズ・ドリンク」と銘打ち、店内で購入した飲み物を片手に買い物が楽しめるようにし、休憩スポットを随所に置いている。また、小さな子連れの女性のために一時預かり専門託児所「ママズスマイル」も開設する。改装と同時に、ロゴも一新され、「オーロラモール」の呼称は基本的に使われなくなっている。
1階正面玄関脇には、bayfmのサテライトスタジオ「JUNNE BOOTH」があり、2016年9月まで毎週日曜夕方に『そごう千葉店オーロラモールジュンヌ presents　JUNNU CAFE』の公開生放送が行われていたほか、毎週土曜日にはジュンヌブースDJによるオーロラモールジュンヌ館内向け放送も行なわれている。また、上階の5階-17階は、立体駐車場の「オーロラシティパーキング」になっている。駐車場は高層と低層階に分かれていてエレベーターも3基ずつある。11階以上は高層階となっている。
2023年4月、約10年ぶりにジュンヌ館を含む全館を改装すると共にその一環としてジュンヌ館を同年夏に一時閉館することを発表した。2024年頃にリニューアル開業する予定。なお、そごう千葉店を巡っては、同時期に運営会社であるそごう・西武をアメリカの投資ファンドであるフォートレス・インベストメント・グループに売却すると同時に家電量販店大手のヨドバシカメラがジュンヌ館を取得した上で出店することが報じられているが、そごう千葉店は「店舗改装はこれらの動きとは無関係である」とのコメントを発表している。
そごう・西武売却完了後の2023年10月2日、ヨドバシホールディングスはジュンヌ館の土地と建物を購入した。その後、同月11日に行われた千葉市長の神谷俊一などに対しての説明にて時期は未定ながらもジュンヌ館に出店させる方向で計画していることを明らかにした。
2024年11月15日、ヨドバシホールディングスはビル名を「ジュンヌ館」から「ヨドバシHD千葉ビル」に改称すると同時に、核店舗として、塚本大千葉ビル地下1階 - 2階で営業していたヨドバシカメラ千葉店を「ヨドバシカメラ マルチメディア千葉」として増床・移転オープンした。そごう・西武から取得した土地や建物にヨドバシカメラ系列の店舗を出店するのはこの事例が初めてとなった。オーロラシティパーキングも同年4月から運営会社をタイムズ24に移管した上で駐車場名称もビル名改称当日に「タイムズヨドバシ千葉」に変更している。

## 歴史

### 旧そごう ジュンヌ館のロゴ・名称の由来
- ロゴは、ジュンヌ館の六角形のフロア形状が由来である。
- ジュンヌとは、フランス語のjeune gens（ジュンヌ・ジャン、「若者たちより」の意味）から作った造語である。

## 主なテナント
出典:
- ユニクロ (地下1階）
- ABCマート (地下1階）
- JINS (地下1階）
- スターバックスコーヒー (1階）
- 石井スポーツ (1階）
- ヨドバシカメラ マルチメディア千葉 (1階 - 4階）

## 周辺施設
周辺の商業施設は、ペリエ千葉、C-one（シーワン）、Mio（ミーオ）などがある。

## 交通
- 鉄道
  - 京成千葉駅（京成電鉄千葉線)
  - 千葉駅（JR東日本、千葉都市モノレール）
- 自動車
  - 最寄りのインターチェンジ
    - 千葉東金道路 千葉東インターチェンジ
    - 京葉道路 穴川インターチェンジ・貝塚インターチェンジ
    - 東関東自動車道 湾岸千葉インターチェンジ